# Korytniki
Korytniki – wieś w Polsce położona w województwie podkarpackim, w powiecie przemyskim, w gminie Krasiczyn. Leży nad Sanem.
W latach 1975–1998 miejscowość administracyjnie należała do województwa przemyskiego.

## Części wsi
| SIMC    | Nazwa     | Rodzaj     |
| ------- | --------- | ---------- |
| 0604755 | Kopiwnica | część wsi  |
| 0604761 | Wesołówka | przysiółek |

## Historia
Wieś szlachecka, własność Krasickich, położona była w 1589 roku w ziemi przemyskiej województwa ruskiego. Pierwsze wzmianki o wsi wymieniają rok 1397. Według etymologów nazwa pochodzi od zamieszkujących to korytników (rzemieślnik wyrabiający koryta). Koryto w tych czasach oznaczało drewniane naczynie do karmienia i pojenia zwierząt lub pojemnik na wydobywaną z ziemi solankę. Na początku XVI w. wieś należała do klucza krzywieckiego Orzechowskich. W 1540 wraz z całym kluczem trafiła w ręce Jakuba z Siecina, protoplasty rodu Krasickich. Wieś należąca do dóbr Krasiczyn, leżała w ziemi przemyskiej należała do wojewody sandomierskiego i lubelskiego Jana Tarły od 1724 roku. W składzie klucza krasiczyńskiego przetrwały Korytniki – z krótką przerwą – do 1939 r. Jesienią 1939, po ustaleniu granicy niemiecko-radzieckiej na Sanie, właściciele Krasiczyna, Sapiehowie, ewakuowali z zamku w Krasiczynie do dworu w Korynikach wartościowe przedmioty oraz liczącą ok. 20 tys. tomów bibliotekę. Najcenniejszą część zbiorów przewieziono następnie do Pałacu Biskupiego w Krakowie.
W 1785 ukończono budowę traktu łączącego Przemyśl z Duklą, który wiódł tutaj dolina Sanu. Przy trakcie powstały zajazdy dla podróżnych. Każdy z nich miał wyszynk, pokoje gościnne, i przejezdną sień, w której mógł się zatrzymać wóz. Jeden z zajazdów był w Korytnikach.
W II Rzeczypospolitej wieś w powiecie przemyskim w województwie lwowskim.
W latach 1945–1946 nacjonaliści ukraińscy z OUN-UPA zamordowali tutaj 24 Polaków, paląc większość gospodarstw.
Latem 1945 r. ludność ukraińska została wysiedlona na Ukrainę a jej miejsce zajęli polscy repatrianci z ZSRR.
Najstarsza wzmianka o cerkwi parafialnej pochodzi z 1504 r. Obecna, murowana cerkiew pw. św. Dymitra pochodzi z 1886 r. i wykorzystywana jest obecnie jako kościół rzymskokatolicki.
Na pd.-zach. skraju zabudowań cmentarz żołnierski z I wojny światowej ze słabo widocznymi mogiłami zbiorowymi i zniszczonym drewnianym krzyżem. Obok cmentarza kopiec o wysokości ok. 5 m, otoczony starymi lipami, według miejscowej tradycji – cmentarz choleryczny.
We wschodniej części wsi, na skarpie opadającej w stronę Sanu miejsce po dworze. Dwór nie zachował się. Istnieją jeszcze fragmenty zabudowań dworskich. Przez kilkadziesiąt lat funkcjonował tu PGR.